# Теодор Лонг
Теодор «Тедді» Лонг (англ. Theodore R. «Teddy» Long) — американський професійний менеджер і колишній рефері. В даний час працює в WWE.

## Професійна кар'єра
Лонг почав свою кар'єру у реслінгу помічником Томмі Річа і Абдули М'ясника. У 1985 році він став рефері у промоушені NWA Джима Крокетта. У 1989 році він обслуговував поєдинок в якому Ріккі Стімбот став чемпіоном світу NWA. Пізніше Лонг став ставати хілом, підсужував поєдинки негативним реслера. 2 квітня 1989 на шоу Clash of Champions в Новому Орлеані він зробив швидкий відлік і Майк Ротунда і Доктор Смерть Стів Вільямс перемогли Дорожніх Воїнів в матчі за титул командних чемпіонів світу NWA. Після цього поєдинку National Wrestling Alliance відсторонило Лонга від роботи. Лонг став менеджером Дум (Рон Сімонс і Бутч Рід) і під його керівництвом команда завоювала титул командних чемпіонів світу. Він також був менеджером у Джоні Б. Бедда, One Man Gang, Нормана Сновиди, The Skyscrapers (Сід Вішес, Марк Келвей), Маркуса Бегвелла, 2 Cold Scorpio, Джоуї Мегса, Грега Піттмен, Джима Пауерса, Боббі Вокера, Ice Train та інших у промоції Джима Кроккетта і WCW.

## World Wrestling Federation / Entertainment
Лонг дебютував в WWF як рефері в 1999 році на Королівській битві і до вересня 2002 року займається суддівством. На шоу Over The Edge 1999, де трагічно загинув Оуен Харт, він обслуговував змішаний командний поєдинок Джефф Джарретт / Дебра проти Вал Веніс / Ніколь Бесс. Він також обслуговував поєдинок в якому Даррен Дроздов отримав травму через яку він залишився паралізованим.
Після того, як Курт Енгл був звільнений з поста генерального менеджера в липні 2004 року Лонг зайняв цю посаду. Він став хілом в першому ж випуску SmackDown і оштрафував Енгла на 5000 доларів за те, що той прийшов не в реслерскій формі. Лонг почав політику, згідно з якою він прислухався до вболівальників, даючи їм те, чого вони хотіли, призначав поєдинки, в яких негативні персонажі були в нерівному положенні. Це політика повністю відрізнялася від політики інших генеральних менеджерів Еріка Бішоффа і Вінса Макмехона, які підтримували негативних реслерів. Лонг впровадив ініціативу з пошуку нових талантів. Представниками це ініціативи стали Боббі Лешлі і Містер Кеннеді в 2005 році, МВП в 2006. У 2008 році Лонг перейшов в ECW і завдяки його ініціативою на рингу з'явилися Кофі Кінгстон, Еван Борн, Бред Вокер, Рікі Ортіс, Гевін Спірс і Джек Сваггер.
Перед РестлМанією 28 почав фьюд з генеральним менеджером RAW Джоном Лоурінайтісом за право бути генеральним менеджером обох брендів. Конфлікт дійшов до поєдинку їхніх команд на самій РестлМанії. Під час бою Міз утримав Зака Райдера, перервав свою низку невдач і приніс перемогу команді Лоурінайтіса. І Теодор мав бути звільнений. Замість цього Лоурінайтіс зробив з Лонга «хлопчика на побігеньках». І тепер Теодору доводиться виконувати зобов'язання коментатора, судді та інших «незначних» працівників WWE.
На шоу No Way Out був звільнений генеральний менеджер SmackDown Джон Лоурінайтіс і Лонг був призначений запрошеним генеральним менеджером і Raw, і SmackDown. 3 серпня Лонг був призначений старшим радником ГМ SmackDown Букера Ті. Спочатку взаємини між ними були хорошими, проте, починаючи з березня 2013 відносини між ними почали псуватися через те, що Тедді став призначати бої без схвалення Букера. Зрештою в липні 2013 року обидва були звільнені через призначення на пост ГМ SmackDown Вікі Герреро.

## Титули і нагороди
National Wrestling Alliance
- Введений в Зал слави NWA (2012)

Pro Wrestling Illustrated
- Менеджер року (1990)

Wrestling Observer Newsletter
- Найгірший поєдинок року (2005)